# Blanca Andreu
Blanca Andreu (La Coruña, 4 de agosto de 1959) es una poeta española de la generación de los ochenta o postnovísimos.

## Biografía
Pasó su infancia y adolescencia en Orihuela, donde residía su familia paterna. Estudiando en el Colegio Jesús María de San Agustín (Orihuela), obtuvo en 1973 el Premio Relato Corto en el Concurso Jóvenes Talentos de Coca Cola.
En 1980 logró el Premio Adonáis de Poesía con el libro De una niña de provincias que se vino a vivir en un Chagall, obra de lenguaje surrealista y que es considerada como el punto de partida de la Generación Postnovísima y "como uno de los libros capitales de la poesía española." Siguió su estilo surrealista con su segunda colección, Báculo de Babel (1982), la cual recibió el Premio Mundial de Poesía Mística, Fernando Rielo, pero hay una ruptura con el surrealismo en sus poemarios subsiguientes. Según la autora, fue el novelista y su futuro esposo, Juan Benet, quien le convenció distanciarse del surrealismo y "poner riendas a la imaginación y no abusar de la metáfora."
En 1985 contrajo matrimonio con Juan Benet, quien murió en 1993.
Los temas principales en su obra son el amor, la infancia y el paso del tiempo. Aunque sus cuatro primeras obras fueron escritas durante sus momentos de dolor, la poetisa ha declarado que éste le ha servido para evolucionar hacia una nueva etapa en la que su tendencia ha sido escribir una poesía más sencilla y profunda.
Su ruptura con los novísimos no responde a un enfrentamiento generacional, algo en lo que coincide con otras autoras de la poesía española contemporánea en los años 80-90 como Luisa Castro, Almudena Guzmán o Ana Merino. En cierta forma, Blanca Andreu adelanta algunas de las características de lo que será este grupo de poetas indiferentes a las familias literarias, características como son el cuidado formal, la ausencia de referencias sociales y la disparidad de influencias incluso en un mismo autor.

## Obras
Andreu ha publicado las siguientes obras:
- De una niña de provincias que se vino a vivir en un Chagall, Madrid, Rialp, colección Adonáis, 1980.
- Báculo de Babel, Madrid, Hiperión, 1982.
- Capitán Elphistone, Madrid, Visor, 1988.
- El sueño oscuro (recopilación, en un volumen, de la poesía escrita entre 1980 y 1989), Madrid, Hiperión, 1994.
- La tierra transparente, Madrid, Sial, 2002.
- Los archivos griegos, Sevilla, Fundación José Manuel Lara, 2010.

## Reconocimientos
Por su obra ha obtenido numerosos premios de importancia, algunos de ellos son:
- Premio Adonáis de Poesía en 1980.
- Premio de Cuentos Gabriel Miró en 1981.
- Premio Mundial de Poesía Mística, Fernando Rielo en 1982.
- Premio Ícaro de Literatura en 1982.
- Premio Internacional de Poesía Laureà Mela en 2001.[8][9]